# Listownik

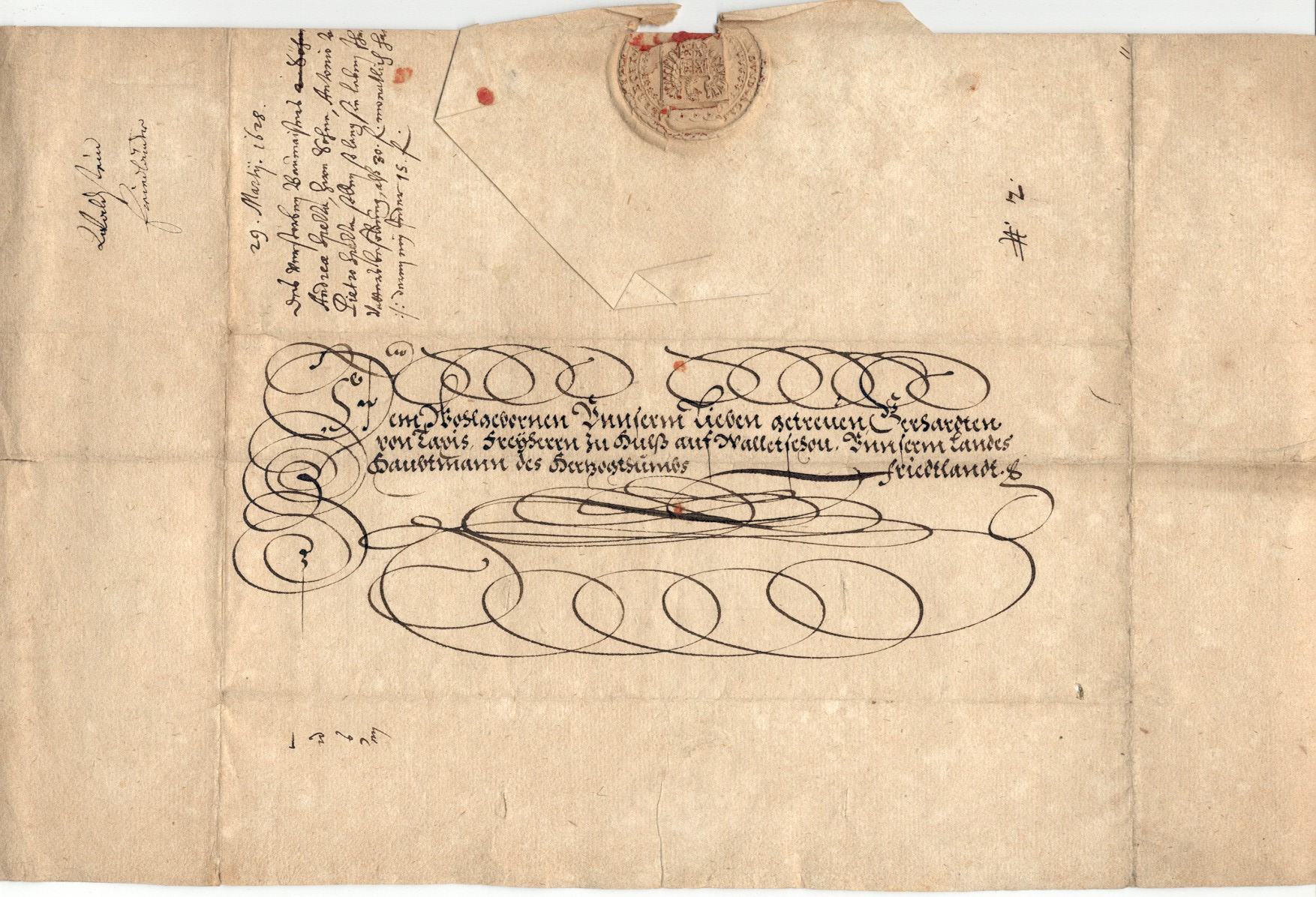
Listownik z 1628 roku

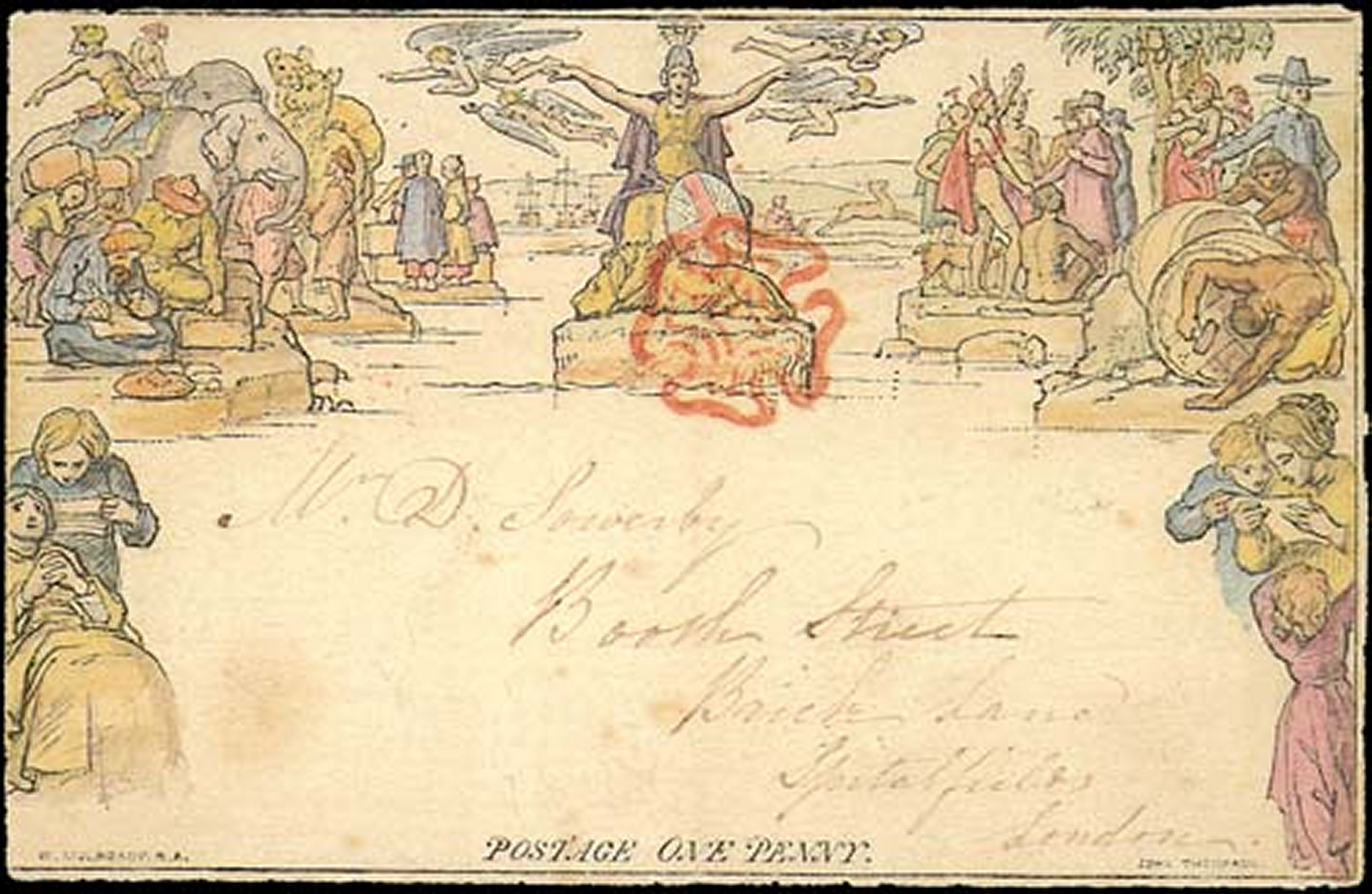
Listownik według projektu Williama Mulready'ego

Listownik – całostka pocztowa używana w celu korespondencji jako list bezkopertowy, który po zagięciu boku (boków), pozwala na jego zamknięcie i wysłanie. Na stronie zewnętrznej znajduje się wydrukowany znak opłaty i tekst, a na stronie wewnętrznej czasami tekst. Była to bardzo popularna forma w drugiej połowie XIX wieku – ograniczała koszty wysyłania wiadomości. Listownik AQ uważa się za pierwszy w historii, został wydany w 1608 roku i przedstawiał herb Wenecji. Listownik jako całostkę po raz pierwszy wprowadzono w Wielkiej Brytanii według projektu Williama Mulready'ego o nominale 1 i 2 pensy.